# Melomys cervinipes
Mélomys à pattes fauves
Espèce
Statut de conservation UICN

 LC  : Préoccupation mineure
Melomys cervinipes, le Mélomys à pattes fauves, est une espèce de rongeurs de la famille des Muridae.

## Répartition et habitat

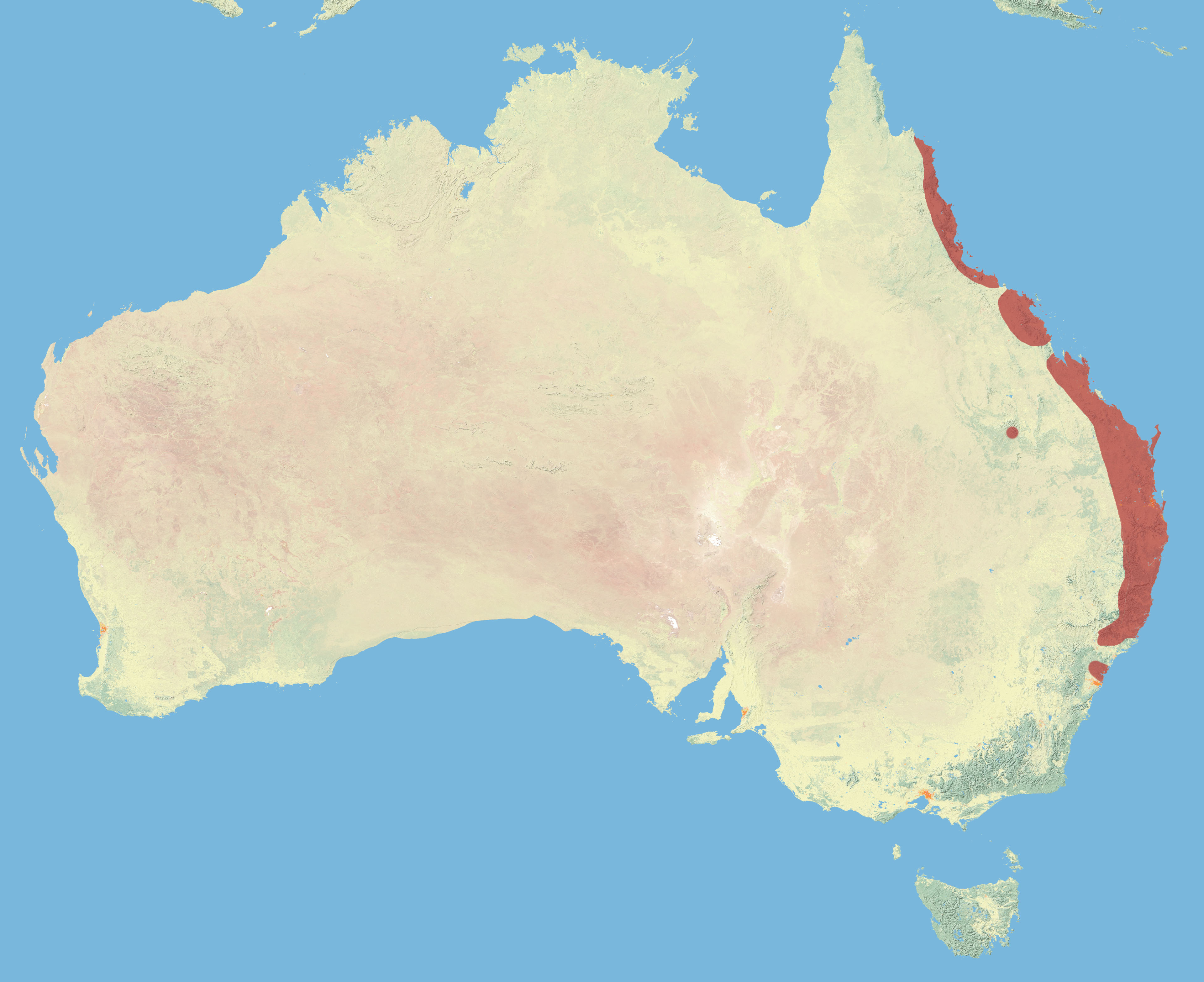
Aire de répartition de Melomys cervinipes.

Cette espèce est endémique d'Australie. Elle est présente sur la côte Est de l'île depuis le Nord du Queensland jusqu'au centre de la Nouvelle-Galles du Sud. Dans le Queensland, elle vit dans la forêt tropicale humide et dans les marécages boisés. Plus au Sud de son aire de répartition, elle est présente dans les forêts sclérophylles humides, les zones boisées côtières et les mangroves.

## Classification
Le nom valide complet (avec auteur) de ce taxon est Melomys cervinipes (Gould, 1852).
L'espèce a été initialement classée dans le genre Mus sous le protonyme Mus cervinipes Gould, 1852.
Ce taxon porte en français le nom vernaculaire ou normalisé suivant : Mélomys à pattes fauves.
Melomys cervinipes a pour synonymes :
- Melomys cervinipes bunya Tate, 1951
- Melomys cervinipes eboreus Thomas, 1924
- Melomys cervinipes pallidus Troughton & Le Souef, 1929
- Melomys limicauda Troughton, 1935
- Mus cervinipes Gould, 1852[3]
- Uromys banfieldi De Vis, 1907